# Theodore Dreiser
Theodore Dreiser (Terre Haute, Indiana, 27 d'agost de 1871 - Los Angeles, Califòrnia, 28 de desembre de 1945), periodista i escriptor estatunidenc, considerat el capdavanter de la literatura naturalista estatunidenca, i reconegut com l'antecedent més immediat i significatiu de la generació dels anys 30.

## Biografia

### Família i primers anys
Theodore Dreiser era el dotzè d'un total de 13 germans. El seu pare Johann Paul Dreiser era un immigrant procedent de Prússia (Mayen) que va arribar a Nova York l'any 1847, quan tenia 22 anys, i la seva mare Sara Maria Schänäb va néixer a Dayton, Montgomery (Ohio). Va ser batejat a l'església catòlica de St. Benedict a Terre Haute, amb el nom de Herman Theodore Dreiser.
La família Dreiser inicialment va tenir una bona posició econòmica gràcies a la feina del pare que era encarregat de l'empresa Sullivan Woolen Mills, fins que l'any 1886 (Theodore tenia 15 anys) un incendi va destruir les fàbriques de Sullivan, i durant la construcció de les noves instal·lacions el pare de Theodore va tenir un accident. Aquesta circumstància i la depressió econòmica dels anys 70 va comportar que la família arribés a una situació de pobresa total. Theodore Dreiser ho recorda en un dels seus escrits com "un període de privació i misèria".; aquests fets van marcar de forma significativa l'obra de l'escriptor.
Theodore l'any 1887 es va traslladar a Chicago on va treballar en diverses ocupacions i oficis, i el curs 1889-1890 va estudiar un any a la Universitat d'Indiana a Bloomington, gràcies al suport de Mildred Fielding, antiga professora seva.

### Carrera periodística
Va començar la seva important carrera com a periodista amb una feina temporal al diari Chicago Herald durant el Nadal de 1891. El juny de 1892 va entrar com a reporter al Chicago Globe. Més tard i ja com a periodista reconegut, va treballar als diaris Saint Louis Globe Democrat i Saint Louis Republic. Posteriorment com a freelance va publicar articles en diferents suports com Toledo Blade, New York World, aquest últim propietat de Joseph Pulitzer. i a Los Angeles Times, New York Times Illustrated Weekly Magazine i Metropolitan.

### Dreiser editor
Dreiser va tenir una important carrera com a editor. La primera experiència la va fer conjuntament amb el seu germà Paul (reconegut compositor de cançons), l'any 1895, quan de la mà de Hawley, Havilland & Co. van editar la revista musical i literària Ev'ry Month: An Illustrated Magazine of Popular Music, The Drama and Literature, on Dreiser escrivia editorials sense signar o amb el pseudònim "The Prophet".
L'any 1905 va ser per poc temps editor de New York Daily News, i el 1906 de Broadway Magazine, i entre 1907 i 1910 va ser l'editor en cap de les publicacions de Butterick, l'editora americana de revistes més important de l'època.

### Carrera Literària
L'abril de 1898 publica el seu primer poema a la revista Demorest, on va anar publicant posteriorment més poemes.
Com a novel·lista la seva producció s'inicia l'any 1900 amb la publicació de Sister Carrie, editada per Doubleday, Page & Co., on inaugura la seva galeria de personatges femenins que també retrobem en la segona novel·la Jenny Gerhardt (1911), amb la qual assolí un èxit notable.
A la primera meitat de la segona dècada del segle xx, força productiva per a Dreiser, publica tres novel·les: "The Financer" (1912), "The Titan" (1914) i "The Genius" (1915), aquesta última de caràcter autobiogràfic va provocar fortes crítiques, i la "The New York Society for the Supression of Vice" va fer que fos retirada del mercat, dins un procés on Dreiser va rebre el suport de molts intel·lectuals de l'època com el poeta Ezra Pound. Durant aquests anys també va publicar "A Traveller Forty" que recull les experiències del seu viatge a Europa (1913).
L'any 1925 publica "An American Tragedy", considerada la seva obra cabdal, veritable compendi de totes les idees que preocupen l'autor, i una crítica impecable del "Somni americà". El 1951 el director George Stevens en va fer una adaptació al cinema amb el títol "A Place in the Sun" protagonitzada per l'actriu Elizabeth Taylor.

### Activitat social i política
Després de la publicació de "An American Tragedy" (1925) i fins a la seva mort (1945), Dreiser va desenvolupar una forta activitat com a crític del sistema capitalista i en defensa dels més oprimits. L'any 1927 va anar a Moscou convidat pel govern soviètic i va viatjar per la Unió Soviètica, i a la tornada va ser un dels intel·lectuals americans de l'època que va idealitzar el sistema comunista, fins al grau que durant uns mesos abans de la seva mort va ingressar com a membre del Partit Comunista Americà.
Durant els anys 30 va ser defensor de múltiples conflictes de caràcter econòmic (abusos de les entitats financeres, les vagues dels miners), social (el cas dels "Scottsboro Boys", nois afroamericans acusats de violació a Alabama), o polític (suport a les víctimes de la Guerra Civil Espanyola).